# Auslegungstemperatur
Die Auslegungstemperatur ist die maximale (notwendige) Temperatur des Heizungswassers, die bei der tiefsten Wintertemperatur (auch „minimale Außentemperatur“ genannt) gerade ausreicht, um das Gebäude durch die Heizungsanlage mit der erforderlichen Wärmemenge zu versorgen. Die erforderliche Heizkörperleistung jedes einzelnen Raumes wird für diesen Fall bestimmt. Sie muss mindestens der Heizlast bei Auslegungstemperatur entsprechen. Dabei ist die für die Festlegung der Auslegungstemperatur wichtige minimale Außentemperatur abhängig von den örtlichen Klimabedingungen und liegt beispielsweise in Deutschland meist zwischen −12 °C und −16 °C.